# Głosy (film 2005)
Głosy (ang. White noise) – amerykański horror w reżyserii Geoffrey′a Saxa z Michaelem Keatonem i Deborą Karą Unger. 
Tytuł filmu odnosi się do zjawiska EVP, gdzie głosy zarejestrowane na nagraniach mają mieć paranormalne pochodznie.  
Film zarobił ponad 90 mln USD pomimo złych recenzji zarówno krytyków jak i publiczności.
Film nie jest związany z postmodernistyczną powieścią Biały szum Dona DeLillo.

## Obsada
- Michael Keaton – Jonathan Rivers
- Chandra West – Anna Rivers
- Deborah Kara Unger – Sarah Tate
- Ian McNeice – Raymond Price
- Sarah Strange – Jane
- Nicholas Elia – Mike Rivers
- Mike Dopud – Detektyw Smits
- Amber Rothwell – Susie Tomlinson
- Suzanne Ristic – Mary Freeman
- Keegan Connor Tracy – Mirabelle Keegan

## Odbiór
Reakcja krytyków na film była generalnie negatywna, w agregatorze recenzji Rotten Tomatoes otrzymał 8% z konsensusem, że „chociaż pojawia się kilka budujących napięcie scen, film jest zagmatwany i niezadowalający”.